# Z
Z, z er det 26. bogstav i det danske alfabet og det 26. bogstav i det latinske alfabet.

## Andre betydninger
| Protosemitisk Z | Fønikisk Z | Etruskisk Z | Græsk zeta |
| --------------- | ---------- | ----------- | ---------- |
|                 |            |             |            |

Tegnet Z har mange anvendelser:
- I middelalderen betegnelse for romertallet 2.000.
- Matematisk betegnelse for en ubekendt størrelse ("z").
- Z er forkortelsen for SI-præfikset zetta.
- z er forkortelsen for SI-præfikset zepto.
- Matematisk betegnelse for talmængden af heltal ("Z").
- Rumlig koordinat for højde i 3-dimensionale systemer (x-akse, y-akse og z-akse).
- Betegnelse for modelbane i målestok 1:220.
- Partibogstav for Fremskridtspartiet.
- Symbolet for atomnummer ("Z").
- Z-boson
- Romanen Z af Vassilis Vassilikos var baseret på mordet på det græske parlamentsmedlem Grigoris Lambrakis i 1963, samt drabsefterforskningen, der førte helt til tops indenfor græsk politi og regering. Bogen var forbudt i Grækenland under militærjuntaen. Senere blev den filmatiseret af Costa-Gavras med stjerner som Yves Montand og Irene Papas, og vandt i 1969 Oscar som bedste fremmedsproglige film. Mordet på Lambrakis var en skelsættende begivenhed i moderne græsk historie, og bogstavet z blev hans symbol, da det på græsk læses som zei, der også betyder "han lever". Bogstavet z var derfor blandt de mange ting, der blev forbudt af den græske militærjunta. [1]
- Russiske militærkøretøjer under Ruslands invasion af Ukraine 2022 har påmalet et "Z", måske for at undgå egenbeskydning. Russere og serbere, der støtter invasionen af Ukraine, anvender et "Z", på trods af at det ikke findes i det kyrilliske alfabet.[2]

## Islandsk sprog
I islandsk blev z fjernet i 1973, bortset fra i avisen Morgunblaðið.  Oprindeligt var z et vigtigt bogstav i islandsk, da selve ordet "islandsk" blev bøjet med z (islenzk), men Altinget besluttede sig alligevel for at afskaffe bogstavet. Det førte til den længste debat i Alltinget nogensinde. Den varede næsten hele natten, men i dag findes z på islandsk kun i ordet pizzu. 